# La Boisserie
La Boisserie ist die ehemalige persönliche Residenz des früheren französischen Präsidenten Charles de Gaulle in Colombey-les-Deux-Églises im Département Haute-Marne. Seit 1980 ist sie ein für Besucher geöffnetes Museum; bis zu dessen Tod 2024 war sie im Besitz seines Sohnes Philippe de Gaulle.
De Gaulle kam gerne zur Ruhe und ruhte sich dort aus, was er für sein wahres und einziges Zuhause hielt, besonders während seiner politischen „Durchquerung der Wüste“. Er schrieb zum Beispiel: „Ich vermisse Colombey. Ich kann mir nicht vorstellen, woanders zu leben.“ In La Boisserie fand er Zuflucht, um wichtige Entscheidungen in Ruhe und Einsamkeit zu treffen. Selbst als er zum Präsidenten der Französischen Republik gewählt wurde, soll er sich entgegen dem Protokoll zunächst geweigert haben, im Élysée-Palast zu übernachten. Letztlich lebte er im Präsidentenpalast, verbrachte aber weiterhin viel Zeit und jedes zweite Wochenende mit seiner Familie in Colombey. Nach seinem Rücktritt im April 1969 zog er sich mit seiner Frau Yvonne in sein Haus zurück, wo er am 9. November 1970 starb.
Yvonne de Gaulle lebte bis 1978 in La Boisserie. In jenem Jahr verließ sie das Anwesen endgültig und zog nach Paris in das Altersheim Maison de retraite des sœurs de l’Immaculée Conception. Sie starb am 8. November 1979 im Alter von 79 Jahren, einen Tag vor dem neunten Todestag ihres Mannes, im Krankenhaus Hôpital d’instruction des armées du Val-de-Grâce.
Das Haus und sein Park stehen per Dekret vom 6. September 2004 unter Denkmalschutz. 2011 wurde La Boisserie in die Liste der Maisons des Illustres aufgenommen.